# Ocularia albosignata
Ocularia albosignata là một loài bọ cánh cứng trong họ Cerambycidae.